# 戶外釣魚：公路旅行冒險
《戶外釣魚：公路旅行冒險》，是由Natsume開發的模擬遊戲，為《神眼釣手》系列之遊戲，2020年6月24日於PlayStation 4和任天堂Switch兩種平台推出中文版。

## 遊戲內容
該遊戲為釣魚模擬遊戲，遊戲以露營作為基礎，依照遊戲內部時間的早上、中午以及晚上來依序進行。而遊戲中的三名主角發揮自己的個性以及「強化能力」成長時，也需要在早上和晚上準備好釣魚上的準備，中午使用準備好的釣具和零食之後，遊戲會以第一人稱視角進行釣魚活動。玩家在遊戲中將體驗主角們在夏季時的釣魚之旅以及傳說中的魚的神秘釣魚故事。遊戲內有著山川河流、野池以及大海等十多處的釣場以及三十種以上的魚類，而玩家可以在遊戲內透過釣魚或是製作釣具、零食等活動來獲得經驗值，也可以利用釣魚和購物等方式來獲得製作各類釣具以及露營料理的材料，另外角色的「強化能力」解放時就可以獲得更多工具、零食以及有助於釣魚的技能，並以此通過更艱難的遊戲任務。
遊戲劇情在講述瞬、秋、凜三位大學生為了要做研究會的研究而決定前往調查傳說中的魚，因此他們在暑假時展開了一場釣魚之旅，在類似於自給自足的露營中，他們享受著釣魚之樂，收穫了在夏日的難忘回憶，並從中體驗了述說傳說中的魚的故事。

## 外部連結
- 《戶外釣魚：公路旅行冒險》遊戲官方網站 （页面存档备份，存于）